# Габовский сельский округ
Габовский сельский округ — упразднённая административно-территориальная единица, существовавшая на территории Дмитровского района Московской области в 1994—2006 годах.
Получил своё название по объединению рядом расположенных деревень: Глазово, Акишево, Бабаиха и Овсянниково. Сокращённо: «ГАБО».

## История
Габовский сельсовет был образован в 1929 году в составе Коммунистического района Московского округа Московской области на части территории бывшей Трудовой волости. В состав сельсовета вошли селения Акишево, Бабаиха, Глазово и Овсянниково.
20 мая 1930 года к Габовскому с/с был присоединён Рождественский (селения Векшино, Дмитровка, Редькино, Рождествено и Федотово) с/с Солнечногорского района.
4 января 1939 года Габовский с/с был передан в новый Краснополянский район.
14 июня 1954 года к Габовскому с/с были присоединены Рождественский и Озерецкий с/с.
3 июня 1959 года Краснополянский район был упразднён и Габовский с/с был передан в Химкинский район.
18 августа 1960 года Химкинский район был упразднён и Габовский с/с был передан в Солнечногорский район.
30 сентября 1960 года из Габовского с/с в Каменский были переданы селения Векшино, Дмитровка, Редькино, Рождествено и Федотово.
1 февраля 1963 года Солнечногорский район был упразднён и Габовский с/с вошёл в Дмитровский сельский район. 11 января 1965 года Габовский с/с был передан в восстановленный Дмитровский район.
3 февраля 1994 года Белорастовский с/с был преобразован в Габовский сельский округ.
23 сентября 2003 в Габовском с/о была образована новая деревня, которой 1 октября присвоено название Агафониха.
В ходе муниципальной реформы 2004—2005 годов Габовский сельский округ прекратил своё существование как муниципальная единица. При этом все его населённые пункты были переданы в сельское поселение Габовское.
29 ноября 2006 года Габовский сельский округ исключён из учётных данных административно-территориальных и территориальных единиц Московской области.